# Ammī-ditāna
Ammī-ditāna ist ein durch Quellen schlecht belegter König der ersten Dynastie von Babylon. Als Sohn Abi-ēšuḫs regierte er 37 Jahre lang, hinterließ jedoch nur wenige schriftliche Quellen, die allesamt seine Bauaktivitäten bezeugen.

### Vertonung
- Versuche zur Rekonstruktion des gesprochenen Akkadisch. U.a. auch die eingesprochene Hymne an Ištar von Ammī-ditāna mit Transkription. Website der School of Oriental and African Studies, Universität London, verfügbar unter    by-nc-nd

| Vorgänger | Amt                                    | Nachfolger  |
| --------- | -------------------------------------- | ----------- |
| Abī-Ešuḫ  | König von Babylonien 1683–1647 v. Chr. | Ammi-ṣaduqa |

| Personendaten    | Personendaten                            |
| ---------------- | ---------------------------------------- |
| NAME             | Ammī-ditāna                              |
| KURZBESCHREIBUNG | König der ersten Dynastie von Babylonien |
| GEBURTSDATUM     | 17. Jahrhundert v. Chr.                  |
| STERBEDATUM      | 17. Jahrhundert v. Chr.                  |